# Adam Naruszewicz
Adam Stanisław Naruszewicz (20. října 1733 u Pińsku – 6. nebo podle jiných zdrojů 8. července 1796 Janów Podlaski) byl polský osvícenský literát, básník, překladatel a historik. Byl jezuitou (od roku 1748) a biskupem ve Smolensku (1788) a Lucku (1790). Působil jako dvorní básník a historik krále Stanislava II. Augusta. Byl prvním moderním historikem Polska (dílo Historia narodu polskiego a jiné).